# Circuit urbain de l'EUR
Le circuit urbain de l'EUR est un circuit automobile temporaire empruntant les rues du quartier Esposizione Universale di Roma situé dans la capitale de l'Italie, Rome. Il est créé pour l’ePrix de Rome comptant pour la saison 2017-2018 du championnat de Formule E FIA.

## Historique
Le premier ePrix s'y tient le 14 avril 2018 et est remporté par Sam Bird. La deuxième édition est remportée par Mitch Evans.

## Description

Le circuit utilisé en 2018 et 2019.

Le tracé est composé de 21 virages et est long de 2,860 km, faisant de ce dernier le plus long circuit de la saison après celui de Marrakech.
Situé dans le quartier EUR, il côtoie de nombreux sites célèbres. Ainsi, le circuit débute sur la Via Cristoforo Colombo, l'une des plus longues routes d'Italie, passe à proximité du Nouveau Centre des Congrès de Rome, du Palais de la civilisation italienne et du Palais des Congrès, puis se dirige pour finir vers l'Obélisque de Marconi.
En 2021, un nouveau tracé a été développé, composé de 19 virages et d'une longueur de 3,385 km, il reprend des parties de l’ancien circuit.